# Antonio Maria Doria Pamphilj
Antonio Maria Doria Pamphilj (Napoli, 28 marzo 1749 – Roma, 31 gennaio 1821) è stato un cardinale italiano, nominato da Papa Pio VI.

## Biografia
Antonio Maria Doria Pamphilj nacque a Napoli il 28 marzo 1749 da una delle famiglie nobili più rilevanti legate alla Santa Sede, quella dei duchi di Melfi. Figlio del principe Giovanni Andrea IV Doria Landi Pamphilj e di su moglie Eleonora Carafa della Stadera, era fratello del futuro cardinale Giuseppe Maria Doria Pamphilj con lui consacrato e sarà zio del cardinale Giorgio Doria Pamphilj Landi. Per via della sua famiglia era imparentato con papa Innocenzo X e coi cardinali Girolamo Doria, Giovanni Doria, Sinibaldo Doria, Giorgio Doria, Girolamo Pamphilj, Camillo Francesco Maria Pamphilj e Benedetto Pamphilj.
Egli trascorse la sua infanzia nel palazzo di Fassolo, presso Genova, ove venne educato da tutori privati sino a quando la sua famiglia non decise di trasferirsi a Roma nel maggio del 1761; qui egli studiò assieme al fratello Giuseppe Maria presso il Collegio dei Nobili gestito dai gesuiti tra il 1761 ed il 1767. Successivamente passò al Collegio Clementino dei padri somaschi dal 1767 al 1768 ed infine approdò all'Università La Sapienza di Roma ove ottenne il dottorato in utroque iure il 15 luglio 1769.
Intrapresa la carriera ecclesiastica, entrò nella prelatura romana il 27 luglio 1769 e venne nominato chierico della camera apostolica per mano di papa Clemente XIV. Presidente della Grascia (ramo della burocrazia romana che amministrava l'approvvigionamento di carni, grassi e olio) dal 1778 al 1780, durante questo stesso periodo si preoccupò di rifornire la capitale dello Stato della Chiesa dei rifornimenti di cibo necessari ed esercitò nell'area la giustizia. Prefetto della Camera Papale nel 1780, divenne vicario presso la basilica di Santa Maria Maggiore di Roma.
Creato cardinale diacono per mano di Papa Pio VII nel concistorio del 14 febbraio 1785 con dispensa per avere un fratello nel Sacro Collegio dei Cardinali, ricevette la berretta cardinalizia il 17 febbraio successivo e l'11 aprile di quell'anno ottenne la diaconia dei Santi Cosma e Damiano. Abate commendatario delle abbazie di Foligno, Assisi e Pesaro dal 1785, venne iscritto quale membro alle sacre congregazioni per l'Immunità Ecclesiastica, dei Riti, del Cerimoniale, della Sacra Consulta e del Buon Governo. Protettore dei Canonici Regolari del SS. Salvatore e della chiesa nazionale genovese, ottenne il protettorato sulla chiesa di Sant'Agnese in Piazza Navona, del Collegio Clementino e della chiesa abbaziale di San Martino ai Monti. Divenne cardinale protettore dell'ordine dei Celestini (e nello specifico della congregazione di Montevergine), del monastero delle Filippine e dell'Arciconfraternita della Pietà de' Carcerati. Divenne protettore e referente per le città di Terni, Orvieto e altre nello Stato della Chiesa.
L'8 maggio 1785, per mano di suo fratello Giuseppe Maria Doria Pamphilj, Antonio Maria ricevette gli ordini minori, poi il suddiaconato il 14 maggio di quell'anno ed il diaconato il 16 maggio successivo. Divenuto protettore dell'Arciconfraternita del SS. Crocifisso nel 1787, dal 30 marzo 1789 optò per la diaconia di Santa Maria ad Martyres. Verosimilmente visitò Torino nel 1789, poiché al 23 giugno di quell'anno è datata la lettera patente che lo onora della naturalizzazione a cittadino del Regno di Sardegna (AST Archivio di Stato di Torino, Patenti del Controllo generale delle Finanze, Registro 77, Carta 163, Volume 16). Si stabilì di residenza dunque a Napoli ove rimase anche durante gli anni dell'occupazione francese di Roma; con la caduta del Regno di Napoli nel 1798, cercò rifugio dapprima a Messina nel Regno di Sicilia che ancora permaneva nelle mani dei Borboni e poi a Trieste, Venezia e Padova, dove si stabilì al convento cittadino di Sant'Antonio. Tra il 1799 ed il 1800 prese parte al conclave celebrato a Venezia che elesse papa Pio VII. Come cardinale protodiacono, incoronò papa Pio VII il 21 marzo 1800 nella chiesa di San Giorgio a Venezia. Optò quindi per la diaconia di Santa Maria in Via Lata, contigua al palazzo della sua famiglia, il 2 aprile 1800, ma tale scelta risultò solo nominale sino a quando non poté fare ritorno a Roma a seguito del pontefice il 3 luglio di quello stesso anno.
Membro della congregazione particolare per la riforma economica del Palazzo Apostolico e per l'abolizione degli abusi che venne fondata il 9 luglio 1800, Antonio Maria Doria Pamphilj venne nominato quindi prefetto della Congregazione delle Acque, delle Paludi Pontine e della Chiane il 28 marzo 1801, in riconoscimento all'interesse che per lungo tempo aveva mostrato in questo campo e per l'importanza dell'agricoltura e dell'irrigazione nella ripresa economica dello Stato della Chiesa. Membro della Sacra Congregazione del Cerimoniale nel 1801, fu uno dei quattordici cardinale espulsi da Roma dalle autorità francesi il 23 marzo 1808 e fu costretto a rifugiarsi dapprima a Napoli e poi a Pegli col fratello Giuseppe Maria. Tersferitosi a Parigi, fu uno degli undici cardinali che presero parte al matrimonio tra Napoleone Bonaparte e l'arciduchessa Maria Luisa d'Asburgo-Lorena, guadagnandosi l'appellativo di cardinale rosso (in contrasto coi cardinali bianchi rimasti fedeli al papa). Nel settembre del 1810 gli venne consentito di lasciare Parigi per cause di salute e si stabilì a Genova. Dopo la restaurazione del governo pontificio, fece ritorno a Roma. Nominato camerlengo del Sacro Collegio dei Cardinali dal 16 marzo 1818, rimase in carica sino al 29 marzo 1819. Il 10 ottobre 1819 venne nominato arciprete della basilica di Santa Maria Maggiore a Roma. L'ultimo incarico ufficiale gli pervenne l'11 settembre 1820 quando venne nominato Prefetto della Sacra Congregazione per la Disciplina dei Regolari.
Morì il 31 gennaio 1821 a Roma, all'età di 71 anni e dopo una lunga malattia. La sua salma venne esposta nella chiesa di Santa Maria in Vallicella a Roma e sepolta poi nella tomba della sua famiglia nella chiesa di Sant'Agnese in Agone a Roma.

## Ascendenza
|                                                     |                                                 |                                                | Genitori                                                                           |  |  | Nonni |  |  | Bisnonni                                           |  |  | Trisnonni                                |  |
|                                                     |                                                 |                                                |                                                                                    |  |  |       |  |  | Giovanni Andrea Doria Landi, VII principe di Melfi |  |  | Andrea Doria Landi, VI principe di Melfi |  |
|                                                     |                                                 |                                                |                                                                                    |  |  |       |  |  | Giovanni Andrea Doria Landi, VII principe di Melfi |  |  | Andrea Doria Landi, VI principe di Melfi |  |
|                                                     |                                                 | Violante Lomellini                             |                                                                                    |  |  |       |  |  | Giovanni Andrea Doria Landi, VII principe di Melfi |  |  |                                          |  |
| Andrea Doria Landi, marchese di Torriglia           |                                                 |                                                |                                                                                    |  |  |       |  |  | Giovanni Andrea Doria Landi, VII principe di Melfi |  |  |                                          |  |
|                                                     |                                                 | Anna Pamphili                                  | Camillo Francesco Maria Pamphili, I principe di San Martino al Cimino e Valmontone |  |  |       |  |  |                                                    |  |  |                                          |  |
|                                                     |                                                 | Anna Pamphili                                  | Camillo Francesco Maria Pamphili, I principe di San Martino al Cimino e Valmontone |  |  |       |  |  |                                                    |  |  |                                          |  |
|                                                     |                                                 | Anna Pamphili                                  | Olimpia Aldobrandini                                                               |  |  |       |  |  |                                                    |  |  |                                          |  |
| Giovanni Andrea Doria Landi, VIII principe di Melfi |                                                 | Anna Pamphili                                  |                                                                                    |  |  |       |  |  |                                                    |  |  |                                          |  |
|                                                     |                                                 | Giorgio Centurione                             | Giovanni Battista Centurione, doge di Genova                                       |  |  |       |  |  |                                                    |  |  |                                          |  |
|                                                     |                                                 | Giorgio Centurione                             | Giovanni Battista Centurione, doge di Genova                                       |  |  |       |  |  |                                                    |  |  |                                          |  |
|                                                     |                                                 | Giorgio Centurione                             | Livia Cattaneo                                                                     |  |  |       |  |  |                                                    |  |  |                                          |  |
| Livia Centurione                                    |                                                 | Giorgio Centurione                             |                                                                                    |  |  |       |  |  |                                                    |  |  |                                          |  |
|                                                     |                                                 | …                                              | …                                                                                  |  |  |       |  |  |                                                    |  |  |                                          |  |
|                                                     |                                                 | …                                              | …                                                                                  |  |  |       |  |  |                                                    |  |  |                                          |  |
|                                                     |                                                 | …                                              | …                                                                                  |  |  |       |  |  |                                                    |  |  |                                          |  |
| Antonio Maria Doria Pamphilj                        |                                                 | …                                              |                                                                                    |  |  |       |  |  |                                                    |  |  |                                          |  |
|                                                     | Fabrizio Carafa della Stadera, X duca di Andria | Ettore Carafa della Stadera, IX duca di Andria |                                                                                    |  |  |       |  |  |                                                    |  |  |                                          |  |
|                                                     | Fabrizio Carafa della Stadera, X duca di Andria | Ettore Carafa della Stadera, IX duca di Andria |                                                                                    |  |  |       |  |  |                                                    |  |  |                                          |  |
|                                                     | Fabrizio Carafa della Stadera, X duca di Andria | Margherita de' Sangro                          |                                                                                    |  |  |       |  |  |                                                    |  |  |                                          |  |
| Ettore Carafa della Stadera, XI duca di Andria      | Fabrizio Carafa della Stadera, X duca di Andria |                                                |                                                                                    |  |  |       |  |  |                                                    |  |  |                                          |  |
|                                                     |                                                 | Aurelia Imperiali                              | Andrea Imperiali, II principe di Francavilla                                       |  |  |       |  |  |                                                    |  |  |                                          |  |
|                                                     |                                                 | Aurelia Imperiali                              | Andrea Imperiali, II principe di Francavilla                                       |  |  |       |  |  |                                                    |  |  |                                          |  |
|                                                     |                                                 | Aurelia Imperiali                              | Maria Pellina Ippolita Grimaldi                                                    |  |  |       |  |  |                                                    |  |  |                                          |  |
| Eleonora Carafa della Stadera                       |                                                 | Aurelia Imperiali                              |                                                                                    |  |  |       |  |  |                                                    |  |  |                                          |  |
|                                                     |                                                 | Inigo II de Guevara, VII duca di Bovino        | Giovanni III de Guevara, VI duca di Bovino                                         |  |  |       |  |  |                                                    |  |  |                                          |  |
|                                                     |                                                 | Inigo II de Guevara, VII duca di Bovino        | Giovanni III de Guevara, VI duca di Bovino                                         |  |  |       |  |  |                                                    |  |  |                                          |  |
|                                                     |                                                 | Inigo II de Guevara, VII duca di Bovino        | Vittoria Caracciolo                                                                |  |  |       |  |  |                                                    |  |  |                                          |  |
| Francesca de Guevara                                |                                                 | Inigo II de Guevara, VII duca di Bovino        |                                                                                    |  |  |       |  |  |                                                    |  |  |                                          |  |
|                                                     |                                                 | Eleonora de Cardenas                           | Carlo de Cardenas, VII conte di Acerra                                             |  |  |       |  |  |                                                    |  |  |                                          |  |
|                                                     |                                                 | Eleonora de Cardenas                           | Carlo de Cardenas, VII conte di Acerra                                             |  |  |       |  |  |                                                    |  |  |                                          |  |
|                                                     |                                                 | Eleonora de Cardenas                           | Francesca Spinelli                                                                 |  |  |       |  |  |                                                    |  |  |                                          |  |
|                                                     |                                                 | Eleonora de Cardenas                           |                                                                                    |  |  |       |  |  |                                                    |  |  |                                          |  |